# La Roque-Baignard
La Roque-Baignard – miejscowość i gmina we Francji, w regionie Normandia, w departamencie Calvados.
Według danych na rok 1990 gminę zamieszkiwały 93 osoby, a gęstość zaludnienia wynosiła 20 osób/km² (wśród 1815 gmin Dolnej Normandii La Roque-Baignard plasuje się na 793. miejscu pod względem liczby ludności, natomiast pod względem powierzchni na miejscu 913.).